# Ulica Strzelecka w Poznaniu

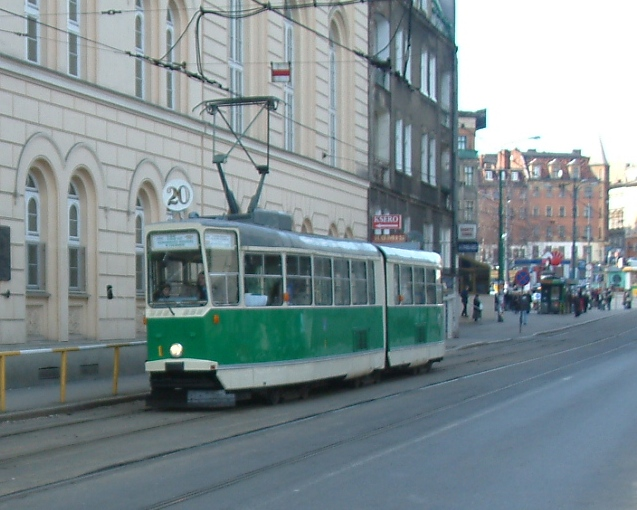
Ulica Strzelecka - tramwaj typu 102N linii nr 20 na tle III LO (2005)

Ulica Strzelecka w Poznaniu – ulica w centrum Poznania, na terenie Rybaków i Piasków, zlokalizowana w obrębie osiedla samorządowego Stare Miasto. Rozciąga się pomiędzy placem Wiosny Ludów i ul. Półwiejską na północnym zachodzie, a ul. Garbary na południowym wschodzie. Na odcinku od skrzyżowania z ulicą Krakowską do Placu Wiosny Ludów jest jednokierunkowa dla ruchu samochodowego.

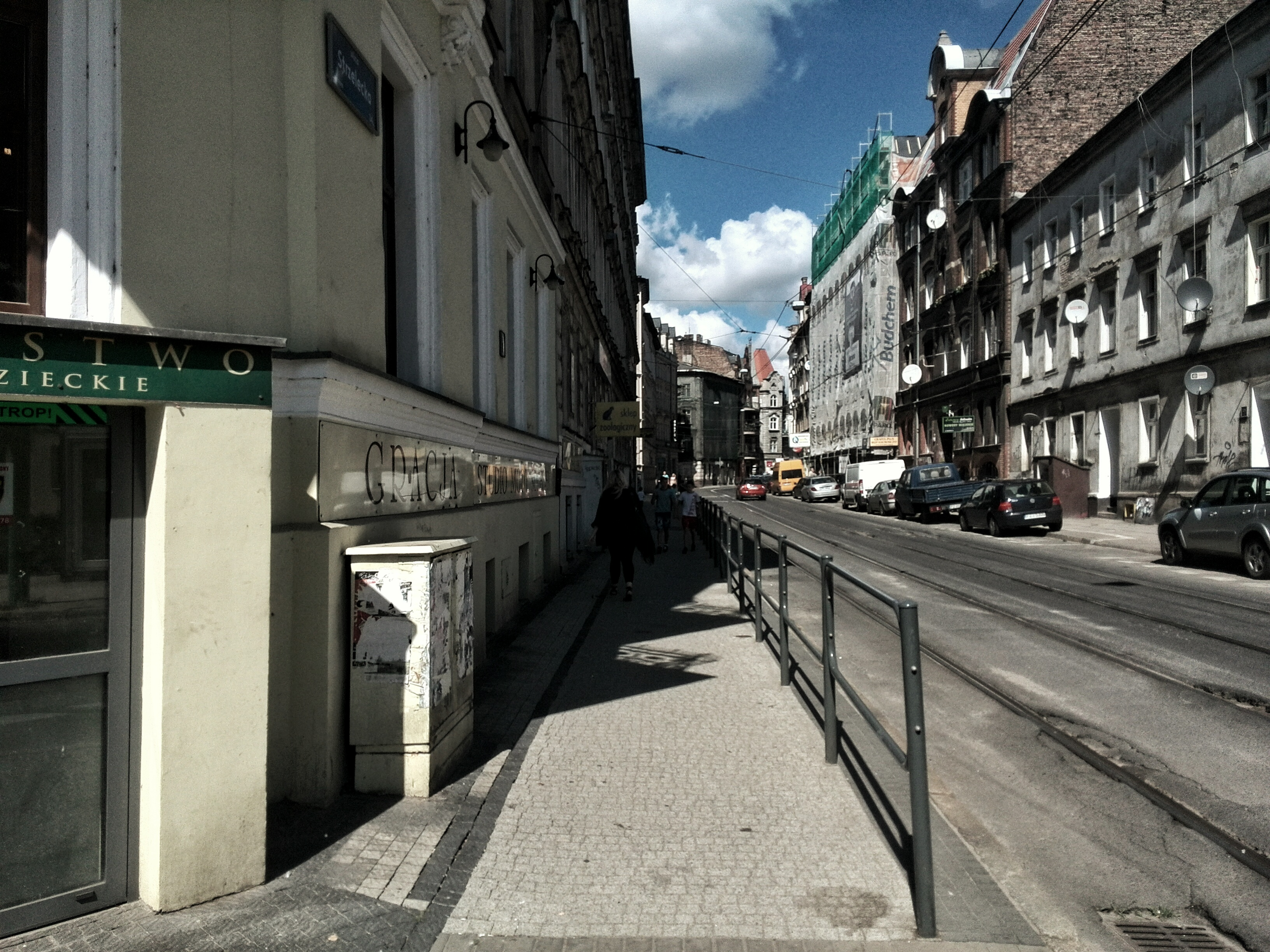
Ulica Strzelecka, 2016

## Historia
Ulica prowadziła w kierunku strzelnicy miejskiej, która istniała przy Drodze Dębińskiej od początków XIX wieku do 1840 (wcześniej funkcjonowała na Garbarach od XV wieku). Przechodziły tędy uroczyste pochody bractw kurkowych, co dało asumpt nazwie. Z czasem stała się atrakcyjna dla inwestorów, którzy wznieśli przy niej wiele okazałych kamienic. W czasach zaborów ulica nosiła nazwę Schützenstrasse.

## Komunikacja miejska
W ciągu ulicy znajduje się dwutorowa trasa tramwajowa, po której kursują wyłącznie linie dzienne. Na krótkim odcinku (ul. Królowej Jadwigi/Droga Dębińska – ul. Garbary/ul. Kazimierza Wielkiego/ul. Krakowska) wytyczono przebieg linii autobusowych. Są to następujące połączenia, według stanu na 3 lutego 2025 r.:
- linie tramwajowe[3][4]
  -  2 Ogrody ↔ Dębiec PKM
  -  19 Dębiec PKM ↔ Połabska
- linie autobusowe dzienne[3]
  -  174 Osiedle Sobieskiego ↔ Unii Lubelskiej
  -  176 Garbary PKM ↔ os. Dębina
  -  190 Osiedle Sobieskiego ↔ Rondo Rataje
- linie autobusowe podmiejskie[3]
  -  603 Garbary PKM ↔ Łęczyca/Dworcowa
- linie autobusowe nocne[5]
  -  211 Garbary PKM ↔ Starołęka PKM
  -  220 Garbary PKM → Garbary PKM (linia okólna przez Rondo Rataje i Krzesiny)
  -  221 Garbary PKM ↔ Sypniewo

Ulica Strzelecka stanowi jeden z najbardziej malowniczych odcinków poznańskiej sieci tramwajowej.

## Zabytki i istotne obiekty
Od północnego zachodu są to:
- centrum handlowe Kupiec Poznański,
- modernistyczny biurowiec, dawniej tzw. Santos (numer 2/6), zaprojektowany przez Henryka Jarosza z 1966. Zawierał dawniej popularną kawiarnię Santos, a obecnie agendy skarbowe oraz Cukiernię Elite,
- III Liceum Ogólnokształcące im. św. Jana Kantego, dawne Gimnazjum Fryderyka Wilhelma,
- Politechnika Poznańska – budynek dawnej Miejskiej Szkoły Realnej z 1861–1865, projektu Gustava Schulza, z fundacji filantropa Gotthilfa Bergera, znacznie przebudowany po 1945,
- Zielone Ogródki im. Zbigniewa Zakrzewskiego,
- kantor Hipolita Cegielskiego z 1870 – jedyna pozostałość po pierwszej dużej fabryce tego przemysłowca,
- Skwer Przyjaźni Polsko-Węgierskiej,
- liczne kamienice w różnych stylach, numery: 5, 8, 12, 13, 14, 16, 18, 19, 20, 21, 22, 23, 24, 25, 27, 28, 29, 30, 32, 34, 37, 41, 43, 45. Projektantami tych domów byli m.in. Ludwik Frankiewicz i Gustav Kartmann. Ten drugi zaprojektował dom własny pod numerem 25.